# Diaphanosoma perarmatum
Diaphanosoma perarmatum är en kräftdjursart som beskrevs av Brehm 1933. Diaphanosoma perarmatum ingår i släktet Diaphanosoma och familjen Sididae. Inga underarter finns listade i Catalogue of Life.